# エドワード・リビングストン (議長)
エドワード・リビングストン（Edward Livingston、1796年4月3日 - 1840年6月16日）はアメリカの政治家。
ニューヨーク州オールバニで死去した。

## 経歴
フィリップ・ヘンリー・リビングストン(1769–1831; エドワード・フィリップ・リビングストンの兄)とマリア・リビングストン(1770–1828)の息子である。
第45回ニューヨーク州議会、第46回ニューヨーク州議会、第47回ニューヨーク州議会、第49回ニューヨーク州議会、第50回ニューヨーク州議会で書記官を務めた。
第56回ニューヨーク州議会、第58回ニューヨーク州議会、第60回ニューヨーク州議会で(オールバニ郡選出)のニューヨーク州議会議員、1837年にはニューヨーク州議会議長を務めた。